# استعمار مهاجرنشین

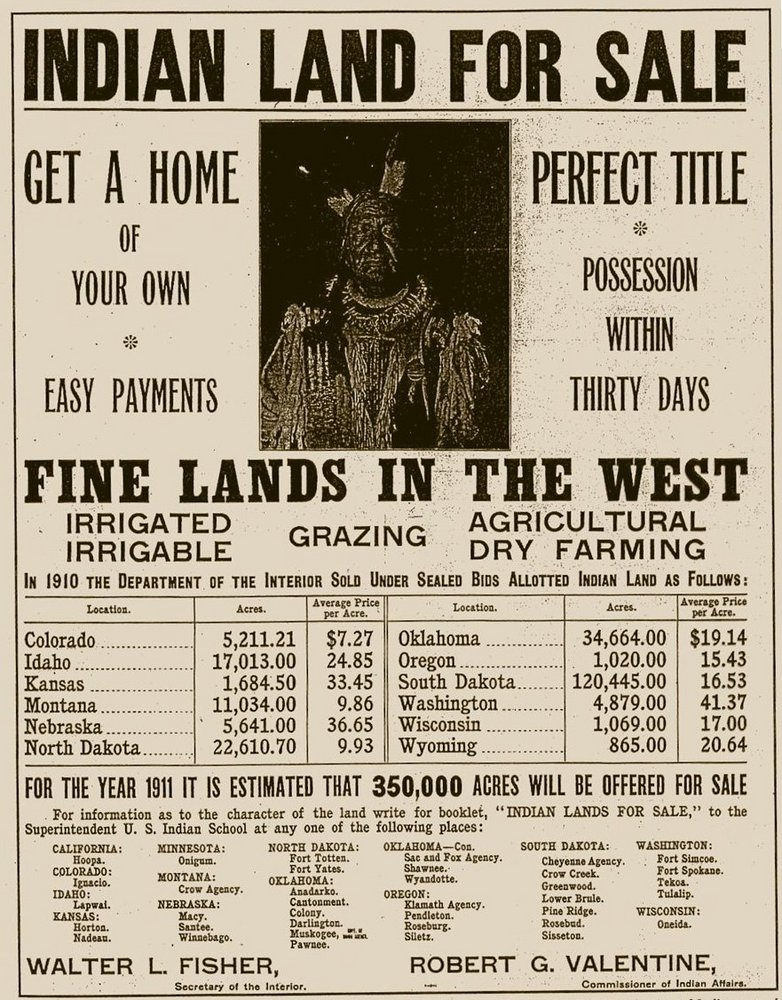
«زمین سرخپوستان برای فروش» توسط وزارت کشور ایالات متحده (۱۹۱۱)

استعمار مهاجرنشین، استعمار استیطانی، غصب سرزمین، استعمار مستوطنان یا استعمار شهرک‌نشینان، زمانی رخ می‌دهد که استعمارگران به سرزمینی حمله کرده و آن را اشغال کنند تا به‌طور دائم جامعه موجود را با جامعه استعمارگران جایگزین کنند.
استعمار مهاجرنشین، شکلی از سلطه برون‌زا است که معمولاً توسط یک قدرت امپریالیستی سازماندهی یا حمایت می‌شود. استعمار استطیانی در تضاد با استعمار استثماری است که مستلزم یک سیاست اقتصادی تسخیر سرزمین برای استثمار جمعیت آن به عنوان نیروی کار ارزان یا رایگان و منابع طبیعی آن به عنوان مواد خام است. به این ترتیب، استعمار مهاجرنشین به جز در موارد نادر تخلیه کامل یا استعمار زدایی از مستوطن‌ها، به‌طور نامحدود ادامه می‌یابد.
پتریک ولف در نوشته‌های دهه ۱۹۹۰ خود، استعمار مهاجرنشین را به عنوان یک ساختار (به جای یک رویداد) نظریه‌پردازی کرد که به جای استثمار جمعیت بومی، بر اساس حذف جمعیت بومی است، بنابراین آن را از استعمار کلاسیک متمایز می‌کند. ولف همچنین استدلال کرد که استعمار شهرک‌نشینان بر کنترل زمین متمرکز بود و پس از بسته شدن مرزها ادامه یافت. رویکرد او تعریف‌کننده این زمینه بود، اما توسط دیگر محققان بر این اساس که بسیاری از موقعیت‌ها ترکیبی از حذف و استثمار را شامل می‌شوند، به چالش کشیده شده‌است.
مطالعات استعمار مهاجرنشین اغلب بر مستعمره‌های پیشین بریتانیا در آمریکای شمالی، استرالیا و نیوزلند متمرکز شده‌است، که نزدیک به شکل اولیه و کامل استعمار مهاجرنشین هستند، اما در بسیاری از درگیری‌های دیگر در سراسر جهان نیز کاربرد دارند.

## مثال‌ها

### فلسطین، صهیونیسم و اسرائیل
در سال ۱۹۶۷، ماکسیم رودینسون، مورخ فرانسوی، مقاله‌ای نوشت که بعداً به انگلیسی با عنوان اسرائیل: یک دولت-شهرک‌نشین استعماری؟ ترجمه و منتشر شد لورنزو وراسینی اسرائیل را به عنوان یک کشور استعماری توصیف می‌کند و می‌نویسد که شهرک نشینان یهودی تنها به این دلیل که روابط استعماری خود را در داخل و خارج از مرزهای جدید اسرائیل داشتند می‌توانستند انگلیسی‌ها را در سال ۱۹۴۸ اخراج کنند. وراسینی بر این باور است که امکان عدم درگیری اسرائیل همیشه موجود است و این رابطه می‌تواند از طریق " انطباق خودمختاری اسرائیل فلسطینی در داخل نهادهای دولت اسرائیل " قطع شود. مفسران دیگری مانند دایوا استاسیولیس، نیرا یووال-دیویس، و جوزف مساد در «مستعمره پسااستعماری: زمان، مکان و بدن‌ها در فلسطین/ اسرائیل در تداوم مسئله فلسطین» اسرائیل را در تحلیل جهانی خود از جوامع استیطانی گنجانده‌اند. ایلان پاپه صهیونیسم و اسرائیل را با عباراتی مشابه توصیف می‌کند. امل جمال، محقق دانشگاه تل آویو، می‌گوید: «اسرائیل توسط یک جنبش استیطانی-استعماری مهاجران یهودی ایجاد شد». برخلاف ادعاهای استعمار، استدلال شده‌است که یهودیان بومی منطقه هستند.
تصویر صهیونیسم به عنوان یک جنبش استعماری مهاجرنشین توسط برخی از محققان و مفسران و همچنین بسیاری از یهودیان اسرائیلی به عنوان حمله به مشروعیت اسرائیل یا نوعی یهودی‌ستیزی تلقی می‌شود. موسی لیساک اظهار داشت که تز شهرک نشین - استعمار این ایده را که صهیونیسم جنبش ملی مدرن قوم یهود است را که به دنبال ایجاد مجدد یک نهاد سیاسی یهودی در قلمرو تاریخی خود است رد می‌کند. لیساک استدلال می‌کند که صهیونیسم هم یک جنبش ملی و هم یک جنبش استیطانی بود، بنابراین بنا به تعریف، جنبش شهرک سازی استعماری نبود.

### استرالیا
اروپایی‌ها استرالیا را کاوش کردند و در آن سکنی گزیدند و جایگزین مردم بومی و جزیره نشینان تنگه تورس شدند. جمعیت بومی استرالیا در زمان اسکان اروپایی‌ها حدود ۷۹۵۰۰۰ نفر تخمین زده می‌شد. جمعیت به مدت ۱۵۰ سال پس از اسکان از ۱۷۸۸، به دلیل تلفات جنگ‌های مرزی استرالیا، بیماری‌های عفونی از جمله استفاده از بیماری به عنوان جنگ بیولوژیکی، و اسکان مجدد اجباری و فروپاشی فرهنگی به شدت کاهش یافت.

## پاسخ‌ها
استعمار مهاجرنشین در تنش با مطالعات بومی است. برخی از محققان بومی معتقدند که استعمار مهاجرنشین به عنوان یک روش‌شناسی می‌تواند سبب نادیده گرفتن واکنش‌های بومی به استعمار شود. با این حال، دیگر دست‌اندرکاران مطالعات بومی بر این باورند که استعمار مهاجرنشین دارای بینش‌های مهمی است که در کار آنها قابل استفاده است. استعمار مهاجرنشین به عنوان یک نظریه نیز از منظر نظریه پسااستعماری مورد انتقاد قرار گرفته‌است.
محمود ممدانی، نظریه‌پرداز سیاسی، پیشنهاد کرد که مستوطن‌ها هرگز نمی‌توانند در تلاش خود برای بومی‌شدن موفق شوند، و بنابراین تنها راه برای پایان دادن به استعمار مهاجرنشین، پاک کردن اهمیت سیاسی دوگانگی مستوطن و بومی است.
آدام دال، دانشمند علوم سیاسی، در کتاب خود امپراتوری مردم: استعمار استیطانی و مبانی اندیشه دموکراتیک مدرن بیان می‌کند که در حالی که اغلب به رسمیت شناخته شده‌است که «اندیشه و هویت دموکراتیک آمریکایی از یک الگوی متمایز برخاسته است که توسط آن مستوطن‌های انگلیسی جهان جدید را استعمار کردند»، تاریخ‌ها نسبت به «نقش اساسی سلب مالکیت استعماری در شکل‌دهی به ارزش‌ها و آرمان‌های دموکراتیک» غافل بوده‌اند. 